# Publiczny obrót pierwotny
Obrót pierwotny – dokonywanie oferty publicznej, której przedmiotem są papiery wartościowe nowej emisji, przez:
- emitenta lub
- gwaranta emisji – w przypadku gdy w umowie o gwarancję emisji zawartej przez emitenta gwarant emisji zobowiązuje się do nabycia, na własny rachunek, całości albo części papierów wartościowych danej emisji, oferowanych wyłącznie temu podmiotowi, w celu dalszego ich zbywania w ofercie publicznej

oraz zbywanie lub nabywanie papierów wartościowych na podstawie takiej oferty.